# Варалло
Варалло (італ. Varallo, п'єм. Varal) — муніципалітет в Італії, у регіоні П'ємонт, провінція Верчеллі.
Варалло розташоване на відстані близько 560 км на північний захід від Рима, 95 км на північний схід від Турина, 60 км на північ від Верчеллі.
Населення — 7344 особи (2014).

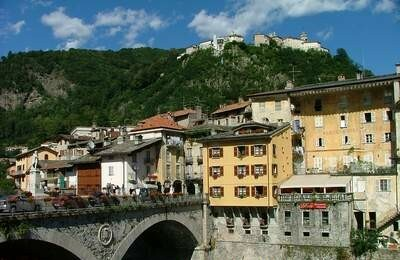

Щорічний фестиваль відбувається 22 січня. Покровитель — San Gaudenzio.

## Демографія
Населення за роками:

Станом на 1 січня 2023 року в муніципалітеті офіційно проживало 412 іноземців з 50 країн, серед них 104 громадяни країн Євросоюзу та 72 громадяни України.

## Персоналії, пов'язані із Варалло
- Танціо да Варалло (бл. 1575-1633) - художник зламу 16-17 ст.

## Сусідні муніципалітети
- Боргозезія
- Брея
- Чезара
- Чив'яско
- Кравальяна
- Мадонна-дель-Сассо
- Ноніо
- Куарна-Сотто
- Куарона
- Саббія
- Вальстрона
- Вокка

## Міста-побратими
- Ді, Франція